# Kjersti Isaksen
Kjersti Isaksen (ur. 8 lipca 1986) – norweska biathlonistka, srebrna i brązowa medalistka mistrzostw Europy w 2008 roku. W swoim dorobku ma również brązowy medal mistrzostw świata juniorów z 2007 roku.

## Osiągnięcia

### Mistrzostwa Europy
| Rok  | Miejsce    | IN | SP | PU | MS | RL |
| 2008 | Nové Město | 2  | 31 |    |    | 3  |
| 2009 | Ufa        | 13 | 19 | 21 |    | 5  |

### Mistrzostwa Świata Juniorów
| Rok  | Miejsce              | IN | SP | PU | MS | RL |
| 2007 | Martell-Val Martello | 16 | 18 | 27 |    | 3  |

IN – bieg indywidualny, SP – sprint, PU – bieg pościgowy, MS – bieg ze startu wspólnego, RL – sztafeta